# Коробаново (Тверская область)
Коробаново — деревня в Андреапольском районе Тверской области. Входит в состав Андреапольского сельского поселения.

## География
Деревня расположена в центральной части района. Находится к югу от города Андреаполь. Расстояние до центральной части города составляет более 3,5 км. Ближайший населённый пункт — деревня Роженка.

## История
На топографической трёхвёрстной карте Фёдора Шуберта, изданной в 1871 году, обозначена деревня Карабанова.
На карте РККА 1923—1941 годов обозначена деревня Корабаново. Имела 18 дворов.

## Население
| 2002 | 2010 |
| ---- | ---- |
| 25   | ↘15  |

Национальный состав
Согласно результатам переписи 2002 года, в национальной структуре населения русские составляли 100 % от жителей.